# Alfonso Prada
Hernando Alfonso Prada Gil (Bogotá, 6 de octubre de 1964) es un abogado, profesor universitario y político colombiano. Fue ministro del Interior y portavoz oficial del gobierno de Colombia, desde el 7 de agosto de 2022 hasta el 26 de abril de 2023, en el Gobierno de Gustavo Petro.
Fue Secretario Privado del líder político, posteriormente asesinado, Luis Carlos Galán durante su campaña presidencial por el movimiento Nuevo Liberalismo. Años después fungió como Concejal de Bogotá durante tres períodos desde 1998 con el aval del Partido Liberal donde sus compañeros lo designaron como el mejor Concejal de Bogotá en tres ocasiones a partir de la evaluación realizada por la Cámara de Comercio de Bogotá, el diario El Tiempo y la Fundación Corona. 
En 2010 se lanzó como representante a la Cámara por la capital de país con el aval del Partido Verde, en el periodo comprendido entre 2010 y 2014, momento en el cual también fue destacado por sus compañeros y por el Canal RCN como mejor Representante a la Cámara de Colombia en el 2010.
En 2014 coordinó en Bogotá la campaña reeleccionista de Juan Manuel Santos. Posteriormente, ese mismo año, fue nombrado como Director del SENA donde se destacó por impulsar la internacionalización de la entidad, logrando distinciones internacionales como el del Fondo de Innovación Reto Tech 2015, entregado por el Gobierno de Barack Obama en la Casa Blanca.
En marzo de 2017 fue designado como Secretario General de la Presidencia por el presidente Juan Manuel Santos.
Fue presentado el 6 de abril de 2022 como el jefe de debate del candidato presidencial por el Pacto Histórico, Gustavo Petro.

## Primeros años
Nació el 6 de octubre de 1964, en la ciudad colombiana de Bogotá.
Se formó como abogado en la Universidad Libre con especializaciones en Derecho Constitucional, Filosofía del Derecho y Teoría Jurídica. Ha sido docente catedrático de estas áreas en la Universidad Libre.

## Inicios en el liberalismo
Empezó su participación en política muy joven, antes de sus 20 años en el movimiento liberal que encabezaba en Bogotá Rafael Amador, y que formaba parte del "galanismo". En ese espacio compartió y aprendió del líder Luis Carlos Galán, quien en su campaña a la Presidencia de 1982 invitó a Prada a trabajar con él como su Secretario Privado.
En 1997 fue elegido concejal de Bogotá por el Partido Liberal Colombiano, reelecto en el año 2000 y encabezó la lista al concejo en el año 2003, esta vez por el movimiento La Bogotá que queremos de Enrique Peñalosa. En el cabildo fue ponente y autor de proyectos como la creación del modelo de transporte masivo Transmilenio, Renovación Urbana y el Departamento Administrativo del Espacio Público. Trabajó en iniciativas sobre normas de transporte, seguridad, educación, desarrollo urbano, servicios públicos y el Plan de Ordenamiento Territorial. En 2006 renunció al Concejo de Bogotá para lanzarse al Senado de la República, pero su aspiración no prosperó.
A raíz de ello, Prada fue designado como director del Instituto Distrital de Recreación y Deporte en Bogotá y, más tarde, consultor del Gobierno Nacional, del PNUD y del IDEA Internacional.

## Partido Verde
En 2010, apoyado ahora por el movimiento conformado por los exalcaldes Enrique Peñalosa, Luis Eduardo Garzón y Antanas Mockus, fue elegido como representante a la Cámara por Bogotá. En febrero de 2011, fue escogido Director Distrital del Partido Verde en Bogotá, y en septiembre de 2012 fue designado por la Dirección Nacional del Partido como Presidente Vocero de la colectividad.

## Gobierno Santos
Apoyó la reelección del presidente Juan Manuel Santos liderando la campaña en Bogotá. En agosto del 2014 fue designado como Director del SENA, donde se convirtió en el primer director general de la entidad en conocer las 33 regionales y 117 centros de formación, así como una gran cantidad de subsedes dispuestas en todo el territorio nacional.
Entre agosto y octubre de 2016, el funcionario se tomó una licencia para trabajar en la campaña del Plebiscito por la Paz, tiempo después del cual regresó al Sena. En marzo del 2017, después de sonar en los medios de comunicación como ministro de educación, justicia, trabajo, agricultura e interior, fue designado como Secretario General de la Presidencia de la República por encargo del Presidente Juan Manuel quien destacó su labor en el SENA. En su discurso citó "hizo una labor maravillosa. Me acuerdo cuando lo posesioné, le dije: aquí le entregó la joya de la corona, defiéndala, aprovéchela y entregue esa joya de la corona todavía más pulida, más valorizada”.

## Gobierno Petro

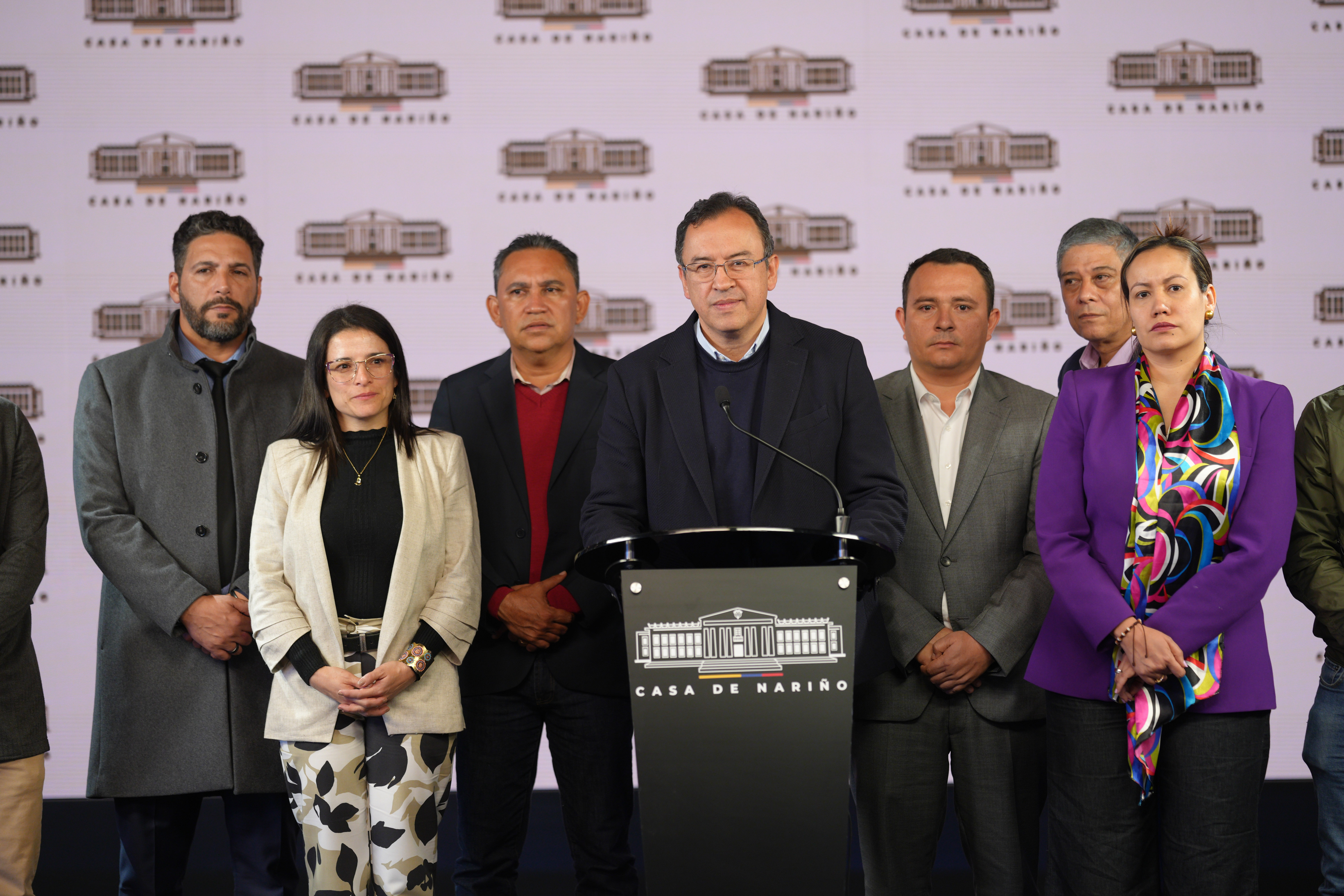
Prada como ministro del Interior en el gobierno Petro en marzo de 2023

En el marco de las elecciones presidenciales de Colombia de 2022, Prada llegó en abril de 2022 a la campaña de Gustavo Petro quien se enfrentaba en segunda vuelta a Rodolfo Hernández Suárez, afirmando que esta era «la mejor opción para Colombia». Allí fue nombrado Jefe de Debate. Tras el triunfo de Petro, Prada hizo parte del equipo de empalme, y más tarde fue nombrado como ministro del Interior y vocero del gobierno.
En mayo de 2023 fue sustituido por Luis Fernando Velasco, tras su salida aceptó ser embajador del gobierno en Francia.

## Reconocimientos
Fue galardonado como mejor Representante a la Cámara de Colombia, distinción entregada por el Canal RCN en los premios “Los mejores de 2010”.
La Universidad Libre le rindió un homenaje y le entregó una placa conmemorativa el 25 de mayo de 2017.[cita requerida]